# Tibouchina prostrata
Tibouchina prostrata är en tvåhjärtbladig växtart som beskrevs av Ernst Heinrich Georg Ule. Tibouchina prostrata ingår i släktet Tibouchina och familjen Melastomataceae. Inga underarter finns listade i Catalogue of Life.